# Chvaletice (železniční zastávka)
Chvaletice jsou železniční zastávka u města Chvaletice v okrese Pardubice. Leží v km 330,615 elektrizované dvoukolejné železniční trati Praha – Česká Třebová.

## Historie
Původní zastávka Chvaletice byla dána do provozu 20. května 1951 v km 329,790 a byla zrušena v roce 1995. Z původní zastávky je zachován podchod a obslužná komunikace s obratištěm. Nová zastávka byla posunuta blíže městu a otevřena 21. září 1995. V roce 2004 byla délka nástupiště 200 m. K druhé koleji s přístřeškem byl přístup podchodem v km 330,523.

## Popis zastávky
V zastávce jsou dvě jednostranná vnější nástupiště s délkou 200 m, nástupní hrana je ve výšce 550 mm nad temenem kolejnice. Nástupiště jsou propojena podchodem. Cestující jsou informováni o jízdách vlaků pomocí rozhlasu, který je ovládán z CDP Praha nebo z pracoviště pohotovostního výpravčího Pardubice.

### Výpravní budova
Nová výpravní budova byla postavena firmou První pardubická s.r.o. a financována městem Chvaletice. Projekt vypracoval architekt Ing. Milan Černý, CSc. z projekční kanceláře Transconsult Hradec Králové. Výpravní budova je podlouhlá přízemní stavba ve střední části zvýšená. V přízemí byla úschovna kol a zavazadel, jízdenková pokladna, provozní a technické místnosti. Ve zvýšené části (pod mansardovou střechou) byl služební byt. Obvodové zdivo bylo obloženo betonovými tvarovkami, které imitovaly kamenné řádkové zdivo v odstínu světlé šedé a šedozelené.